# Vermivora
Vermivora is een geslacht van zangvogels uit de familie Amerikaanse zangers (Parulidae).

## Soorten
Het geslacht kent de volgende soorten:
- Vermivora bachmanii – Bachmans zanger
- Vermivora chrysoptera – Geelvleugelzanger
- Vermivora cyanoptera – Blauwvleugelzanger